# São João Batista de Rossi (título cardinalício)
São João Batista de Rossi (em latim, S. Ioannis Baptistae de Rossi ad viam Latinam) é um título cardinalício instituído em 29 de abril de 1969 pelo Papa Paulo VI. A igreja titular deste título é San Giovanni Battista de' Rossi, no quartiere Appio-Latino de Roma.

## Titulares protetores
- John Joseph Carberry (1969-1998)
- Julio Terrazas Sandoval, C.Ss.R. (2001-2015)
- John Ribat (2016-)